# 1984-es finn labdarúgó-bajnokság (első osztály)
Az 1984-es finn labdarúgó-bajnokság (Mestaruussarja) a finn labdarúgó-bajnokság legmagasabb osztályának ötvennegyedik alkalommal megrendezett bajnoki éve volt. A pontvadászat 12 csapat részvételével zajlott. A bajnokságot a Kuusysi Lahti csapata nyerte.  

## Lebonyolítás
Az alapszakasz 12 csapat részvételével zajlott. A bajnokság végén az első négy helyen végzett együttes rájátszásban döntötte el a bajnoki cím sorsát.

### Alapszakasz
| #  | Csapat                | M  | Gy | D | V  | RG | KG | Pont |
| -- | --------------------- | -- | -- | - | -- | -- | -- | ---- |
| 1  | Haka Valkeakoski (O)  | 22 | 11 | 9 | 2  | 43 | 26 | 31   |
| 2  | TPS Turku (O)         | 22 | 11 | 7 | 4  | 56 | 31 | 29   |
| 3  | Kuusysi Lahti (O) (B) | 22 | 10 | 8 | 4  | 41 | 24 | 28   |
| 4  | Ilves Tampere (O)     | 22 | 12 | 4 | 6  | 42 | 28 | 28   |
| 5  | HJK Helsinki          | 22 | 10 | 6 | 6  | 49 | 37 | 26   |
| 6  | RoPS Rovaniemi        | 22 | 9  | 6 | 7  | 33 | 38 | 24   |
| 7  | KePS Kemi             | 22 | 7  | 7 | 8  | 35 | 36 | 21   |
| 8  | KuPS Kuopio           | 22 | 6  | 7 | 9  | 25 | 32 | 19   |
| 9  | PPT Pori              | 22 | 7  | 3 | 12 | 32 | 42 | 17   |
| 10 | Koparit Kuopio (O)    | 22 | 3  | 9 | 10 | 23 | 28 | 15   |
| 11 | KPV Kokkola (O)       | 22 | 6  | 3 | 13 | 30 | 56 | 15   |
| 12 | MP Mikkeli (K)        | 22 | 2  | 7 | 13 | 22 | 53 | 11   |

## Rájátszás

### Elődöntők
- Kuusysi Lahti – Haka Valkeakoski 2–0 ; 1–2
- Ilves Tampere – TPS Turku 2–1 ; 0–4

### A harmadik helyért
- Ilves Tampere – Haka Valkeakoski 2–1 ; 1–0

### Döntő
- Kuusysi Lahti – TPS Turku 4–0 ; 4–4

## Külső hivatkozások
- Hivatalos honlap (finnül)
- Finnország – Az első osztály tabelláinak listája az RSSSF-en (angolul)